# Khadija-moskee
De Khadija-moskee (Duits: Khadija-Moschee, Engels: Khadija Mosque), is een moskee in Heinersdorf, Pankow, Berlijn. Het is eigendom van de Ahmadiyya-moslimgemeenschap en de eerste moskee in het voormalige Oost-Duitsland, geopend op 16 oktober 2008. De moskee heeft een 13 meter hoge minaret en biedt plaats voor 500 gelovigen. De moskee werd gefinancierd door fondsen verzameld door Ahmadiyya-vrouwen en het ontwerp is van de architect Mubashra Ilyas.

## Constructie
De eerste steen van de moskee werd op 2 januari 2007 gelegd door de vijfde kalief van de gemeenschap, Mirza Masroor Ahmad. De moskee is gebouwd op een stuk land van 4790 m² en bestaat uit twee delen. Er zijn twee gebedsruimtes, een ruimte voor 250 vrouwen en een ruimte voor 250 mannen. De moskee is ontworpen door de architect van de gemeenschap, Mubashra Ilyas. De constructie stond onder toezicht van het architectenbureau Pakdel. De koepel van de moskee is 4,5 meter hoog en heeft een diameter van 9 meter. De minaret van de moskee is 13 meter hoog. De kosten voor de bouw van de moskee, een gebouw voor huisvesting voor de imam en een 'dienaar van de moskee' en kantoren bedroegen ongeveer € 1,7 miljoen.